# Liubicevo, Tărgoviște
Liubicevo (în bulgară Любичево) este un sat în comuna Antonovo, regiunea Tărgoviște,  Bulgaria. 

## Demografie
Componența etnică a satului Liubicevo
     Bulgari (13,33%)
     Nicio identificare (2,66%)
     Romi (8,33%)
     Turci (75,66%)
La recensământul din 2011, populația satului Liubicevo era de 300 locuitori. Din punct de vedere etnic, majoritatea locuitorilor (75,66%) erau turci, existând și minorități de bulgari (13,33%) și romi (8,33%). Pentru 2,66% din locuitori nu este cunoscută apartenența etnică.